# Siria en los Juegos Olímpicos de Río de Janeiro 2016
Siria participa en los Juegos Olímpicos de 2016 en Río de Janeiro, Brasil, del 5 al 21 de agosto de 2016.

## Deportes
Atletismo
- Majed Aldin Ghazal (salto en alto masculino)
- Ghufran Al-Mohamad (400 metros con obstáculos femenino)

Halterofilia
- Man Asaad (+105 kg masculino)

Judo
- Mohamed Kasem (-73 kg masculino)

Natación
- Azad Al-Barazi (100 metros estilo espalda masculino)
- Bayan Jumah (50 metros estilo libre femenino)

Tenis de mesa
- Heba Allejji (individuales femeninos)